# Svetulka, Kărdjali
Svetulka (în bulgară Светулка) este un sat în comuna Ardino, regiunea Kărdjali,  Bulgaria. 

## Demografie
Componența etnică a satului Svetulka
     Turci (97,61%)
     Nicio identificare (2,38%)
     Altele (0%)
La recensământul din 2011, populația satului Svetulka era de 168 locuitori. Din punct de vedere etnic, majoritatea locuitorilor (97,61%) erau turci. Pentru 2,38% din locuitori nu este cunoscută apartenența etnică.